# (160001) Bakonybél
(160001) Bakonybél, désignation internationale (160001) Bakonybel, est un astéroïde de la ceinture principale.

## Description
(160001) Bakonybel est un astéroïde de la ceinture principale. Il fut découvert le 5 avril 2006 à Piszkesteto par Krisztián Sárneczky. Il présente une orbite caractérisée par un demi-grand axe de 3,14 UA, une excentricité de 0,10 et une inclinaison de 20,2° par rapport à l'écliptique.

## Compléments